# Penitentiaire Inrichting Ter Peel
Penitentiaire Inrichting Ter Peel in Evertsoord (gemeente Horst aan de Maas) is een van de drie inrichtingen in Nederland (naast Nieuwersluis en Zwolle) waar vrouwen worden gedetineerd. Het complex is de grootste vrouwengevangenis van Nederland, en kan maximaal 250 vrouwelijke gedetineerden herbergen. De inrichting kent verschillende regimes, te weten een huis van bewaring (hvb), een beperkt en een zeer beperkt beveiligde
inrichting ([Z]BBI) en een speciale afdeling waar gedetineerde moeders met
hun zeer jonge kinderen kunnen verblijven (MMK).
Het oorspronkelijk complex omvat een voormalig klooster dat in 1976 werd opgeheven. De gebouwen werden na een verbouwing in gebruik genomen als mannengevangenis. Na een grondige aanpassing werd het in 1995 een vrouwengevangenis, en wel een zogeheten Zeer Beperkt Beveiligde Inrichting. Ook de parochiekerk van Evertsoord bevindt zich op het terrein van de inrichting. Sinds 1998 is het terrein uitgebreid met een houten gebouw waar nieuwe gedetineerden de eerste tijd verblijven, en tevens dienstdoet als flexibele capaciteit als in de overige inrichtingen voor vrouwen (Breda en Zwolle), geen celcapaciteit is. Vandaar dat dit gebouw dan ook wordt aangeduid als "FlexCap". Het huidige hoofdgebouw van de gevangenis en het Huis van Bewaring is in 2004 in gebruik genomen. Op 23 september 2009 werd bekendgemaakt dat DJI de FlexCap gaat sluiten. Het betreft hier 72 cellen. Deze maatregel is genomen omdat steeds minder vrouwen worden veroordeeld, omdat rechters steeds meer taakstraffen en elektronisch toezicht opleggen.
De Penitentiaire Inrichting Ter Peel maakt deel uit van het cluster Zuid-Oost waar ook de inrichtingen Maashegge in Overloon en Roermond deel van uitmaken. De inrichting wordt geëxploiteerd door de Dienst Justitiële Inrichtingen (DJI).

## Trivia
- De EO heeft van 3 september t/m 15 oktober 2004 een zesdelige televisieserie uitgezonden over het wel en wee in Penitentiaire Inrichting Ter Peel.
- Menno Buch heeft in het najaar van 2013 opnames gemaakt in deze inrichting voor het programma Buch in de Bajes. Dit seizoen is in het voorjaar van 2014 uitgezonden op RTL 4.[1]
- Politica en juriste Madeleine van Toorenburg was er directielid van 1999 tot 2007.[2]